# خانه رهنما
خانه رهنما مربوط به دوره قاجار است و در تهران، خیابان شهید باهنر، میدان تجریش، بن‌بست آهنگ واقع شده و این اثر در تاریخ ۷ مرداد ۱۳۸۲ با شمارهٔ ثبت ۹۲۸۱ به‌عنوان یکی از آثار ملی ایران به ثبت رسیده است.